# Charles de Foucauld
Charles Eugène de Foucauld de Pontbriand (Estrasburgo, 15 de setembro de 1858 -  Saara argelino, 1 de dezembro de 1916) foi um oficial das Forças Armadas da França que se tornou explorador, geógrafo e posteriormente religioso católico, eremita e linguista. Foi beatificado em 13 de novembro de 2005, pelo Papa Bento XVI e canonizado em 15 de maio de 2022 pelo Papa Francisco. A sua memória é celebrada em 1 de dezembro.

## Vida e obras
De meio familiar aristocrático, ficou órfão de pai e mãe em 1864, aos seis anos de idade, tendo sido educado por seu avô materno, o coronel Beaudet de Morlet.  Frequentou a Escola Militar Especial de Saint-Cyr e iniciou sua carreira no exército, levando uma vida dissoluta, graças à herança recebida após a morte do avô. Já oficial do exército francês, foi transferido para a Argélia. Aos 23 anos, decide deixar a vida militar a fim de explorar o Marrocos, fazendo-se passar por judeu. A qualidade de seus trabalhos lhe valeu grande notoriedade, após a publicação de seu livro, Reconnaissance au Maroc (1888), tendo recebido uma medalha da Sociedade Francesa de Geografia, em reconhecimento pelo seu trabalho de investigação no Norte de África.
Mais tarde, uma prolongada reflexão sobre a vida espiritual conduziu-o a uma conversão súbita e levou-o a ingressar na Ordem Trapista. Nesta Ordem estabeleceu-se na França, e depois na Síria. Deixou os trapistas em 1897, em busca de uma vocação religiosa autônoma e ainda não definida. Foi ordenado sacerdote em 1901. Regressou à Argélia, instalando-se em  Béni Abbès, numa zona de tuaregues, para levar uma vida mais próxima da população.
Vivia com os Berberes, adotando uma nova abordagem apostólica, pregando não através de sermões mas por seu exemplo. Para conhecer melhor os tuaregues, ele estuda sua cultura por mais de 12 anos, publicando, sob pseudônimo,  o primeiro dicionário  tuaregue-francês. Além de estudar o léxico e a gramática da língua tuaregue, também estudou os cantos e as tradições dos povos do Deserto da Argélia, e seus trabalhos  tornaram-se referência para o estudo da cultura tuaregue.
Charles de Foucauld era bastante crítico com referência à colonização francesa: denunciava a exploração dos colonizados, bem como a falta de investimentos e de apoio ao desenvolvimento da Argélia. Também criticava as ações dos militares no Saara e a omissão das autoridades coloniais no combate à escravidão.
Tinha a intenção de criar uma nova ordem religiosa, o que sucedeu apenas depois da sua morte, quando surgiram os Pequenos Irmãos de Jesus.

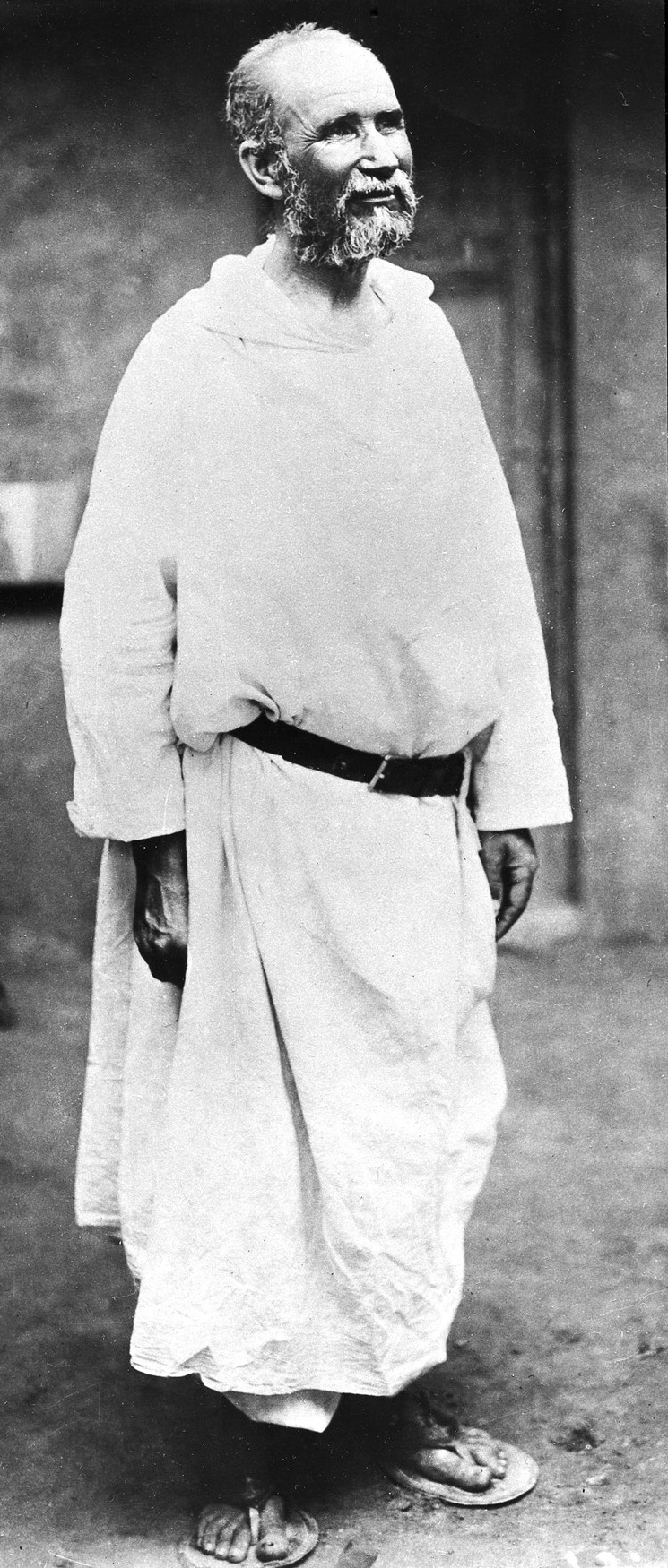
Última foto de Charles de Foucauld
(c. 1915).

Charles de Foucauld foi assassinado por assaltantes de passagem, na porta de seu eremitério, em 1 de dezembro de 1916. Logo foi considerado um mártir e, nos anos seguintes, sua memória passou a ser venerada. Ao mesmo tempo, sua biografia do escritor René Bazin (1853-1932), publicada em 1921, tornou-se um best-seller.

## Beatificação e canonização
O seu processo de beatificação começou em 1927, tendo sido interrompido durante a guerra da Argélia e  posteriormente retomado. Charles de Foucauld foi declarado venerável em 24 de abril de 2001 pelo Papa João Paulo II e beatificado pelo Papa Bento XVI em 13 de novembro de 2005.
Foi canonizado em 15 de maio de 2022.

## Galeria

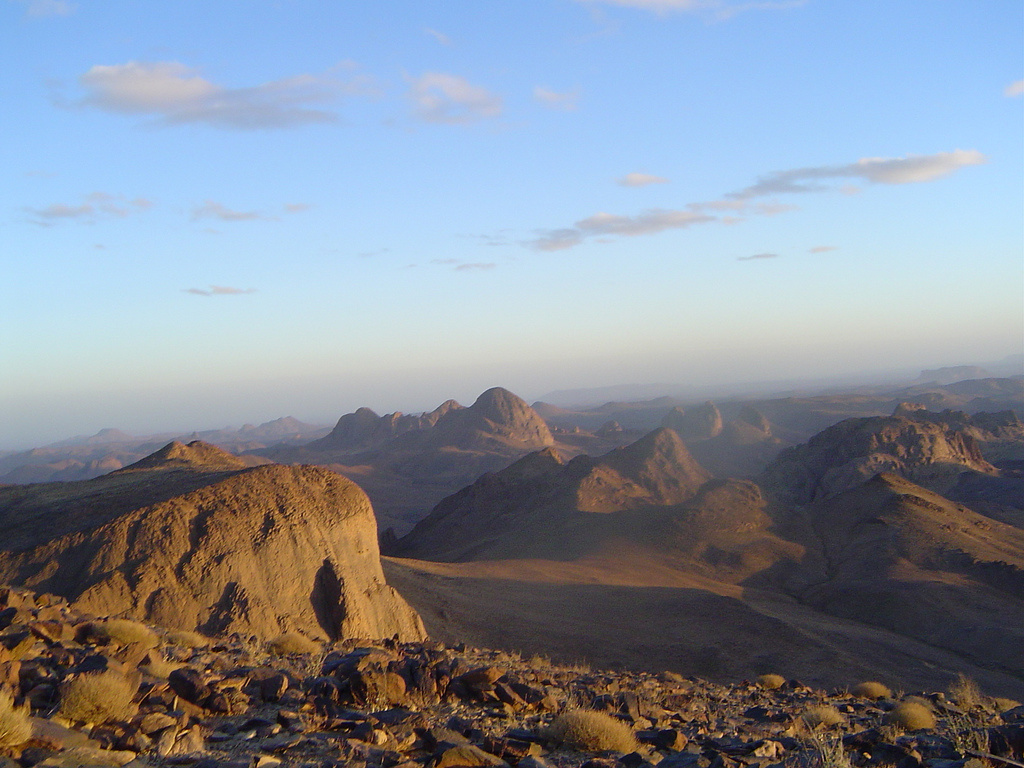
Assekrem   (Ahaggar, sul da Argélia).
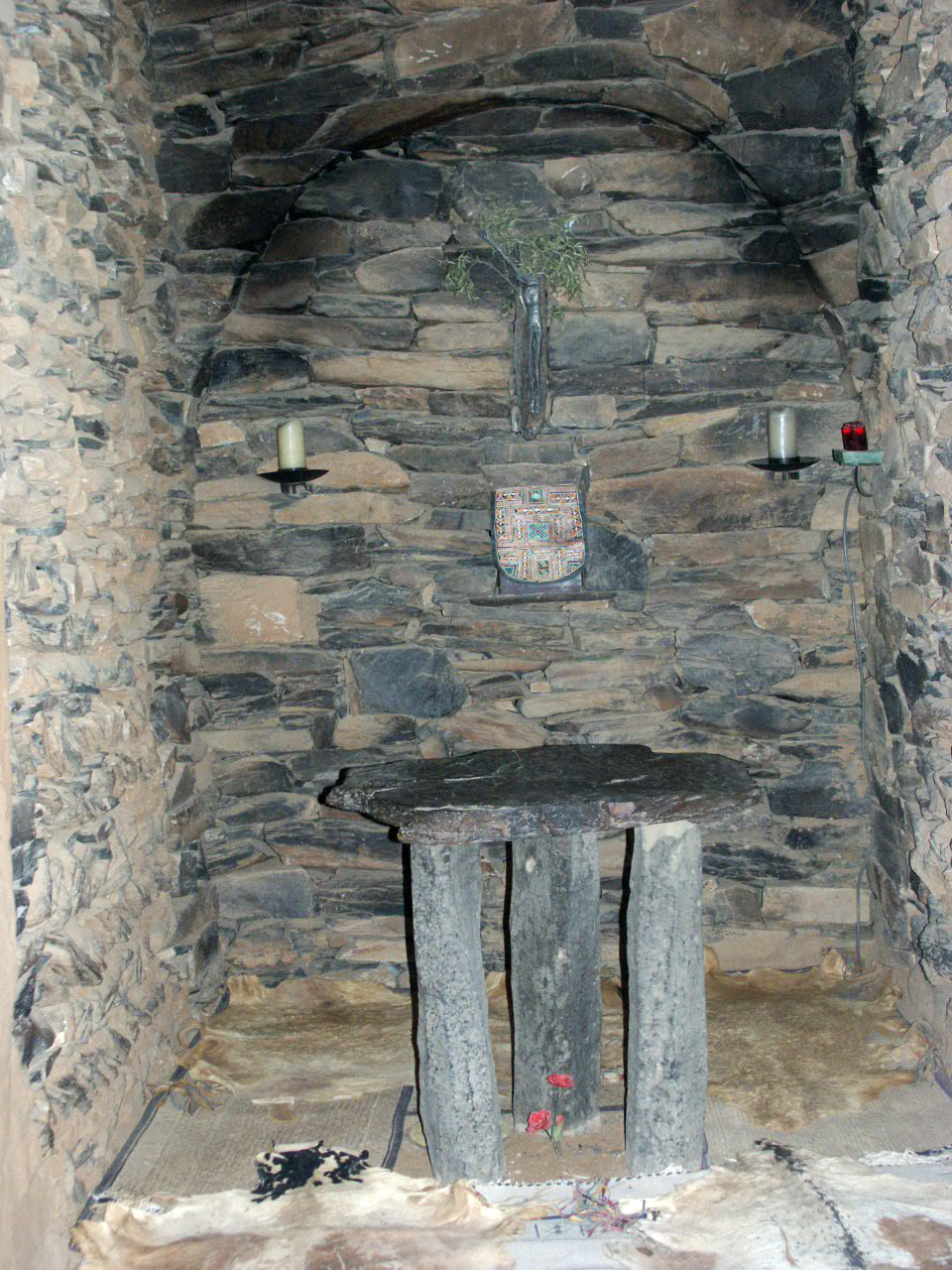
Interior (reconstruído) do eremitério de Charles de Foucauld
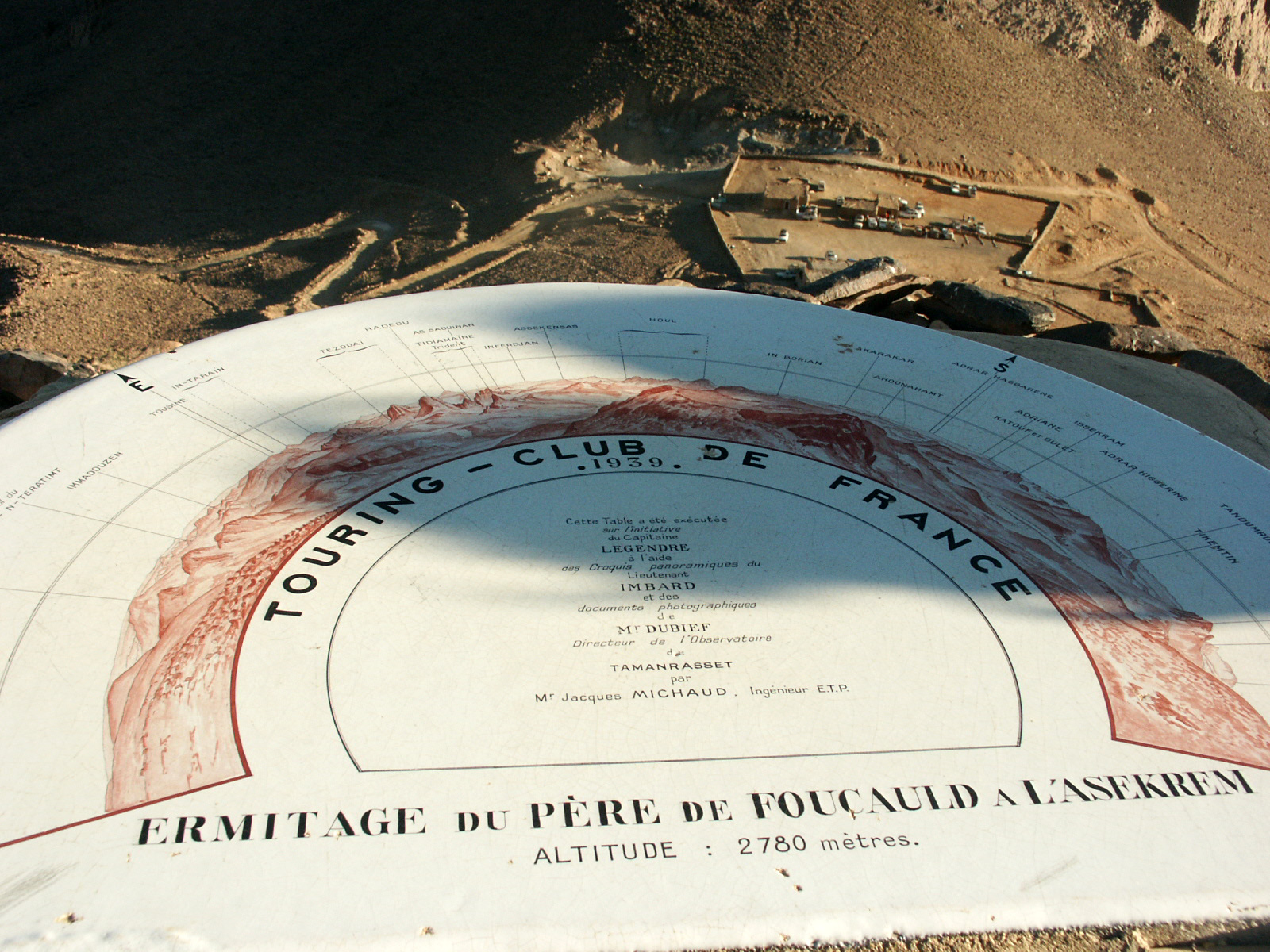
Painel das montanhas em torno do eremitério de Foucauld, no planalto do Assekrem